# Притомский (Новокузнецк)
Прито́мский —  упразднённый посёлок городского типа в Орджоникидзевском районе города Новокузнецка Кемеровской области России. В 2004 году включен в состав города.

## География
Находится на левом берегу реки Томи.

## История
30 марта 1973 года зарегистрирован населённый пункт, возникший на территории Новокузнецкого района, присвоено ему наименование «Притомский».

## Население
| 1979 | 1989  | 2002  |
| ---- | ----- | ----- |
| 3357 | ↗4550 | ↘4370 |

## Инфраструктура
Имеется школа, детский сад, библиотека, поликлиника, церковь, полицейский участок, почтовое отделение, несколько игровых площадок.

### Экономика
- Абагурский завод железобетонных изделий.
- ООО «Абагурский карьер»
- Сибирский индустриальный завод
- «ЭМТВК-ГРУПП»
- ООО «Бурбон»
- ООО «ЭкоШина»
- ООО «Хоста»
- завод компании EXC (горно-шахтное силовое электрооборудование)

Телефонную связь обслуживает ООО Связь

## Транспорт
По территории поселка проходит железная дорога Новокузнецк-Междуреченск. Имеется остановочный пункт — Абагурская площадка.